# Paul B. Fay

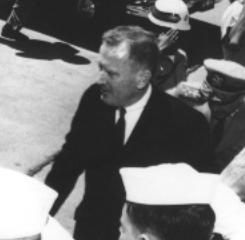
Paul B. Fay

Paul Burgess „Red“ Fay Jr. (* 8. Juli 1918 in San Francisco, Kalifornien; † 23. September 2009 in Woodside, Kalifornien) war ein US-amerikanischer Regierungsbeamter und vom 16. Februar 1961 bis zum 15. Januar 1965 stellvertretender Marinestaatssekretär der Vereinigten Staaten (Under Secretary of the Navy).
Paul Fay war vom 2. bis zum 28. November 1963 kommissarischer Marinestaatssekretär unter Präsident John F. Kennedy als Nachfolger des zurückgetretenen Fred Korth. Fay und Kennedy waren seit ihrer gemeinsamen Zeit bei der United States Navy befreundet. Wenige Tage nach Kennedys Ermordung am 22. November 1963 legte er sein Interimsamt nieder und kehrte auf den Posten des Under Secretary zurück. Sein Nachfolger als Staatssekretär wurde Paul Nitze.
1966 schrieb er den Bestseller The Pleasure of His Company über Kennedy.

## Hintergrund
Paul B. Fay Jr. wurde am 8. Juli 1918 in San Francisco, Grafschaft San Francisco, Kalifornien, als Sohn von Paul B. Fay Sr. (1884–1970) und seiner Frau Katherine Oliver Fay (1887–1980) geboren. Fay Jr besuchte die Thacher School in Ojai, Kalifornien, und später die Stanford University. Nach seinem Abschluss in Stanford im Jahr 1941 arbeitete Fay für die Baufirma seines Vaters, Fay Improvement Co, einen Straßenbauunternehmer in der Bay Area, und trat nach der Bombardierung von Pearl Harbor im Dezember 1941 in die US-Marine ein.
Fay besuchte die Officer Candidate School und wurde für das PT-Bootstraining in Melville, Rhode Island, eingesetzt, wo John F. Kennedy sein Ausbilder war. Sie wurden derselben Basis im Südpazifik zugewiesen, obwohl sie sich nicht auf demselben Boot befanden. Fay erhielt während seines Kriegsdienstes einen Bronze Star als zweiter Befehlshaber von PT 167, bei dem das Boot durch einen Torpedo deaktiviert wurde, der von einem japanischen Flugzeug abgeworfen wurde, den Rumpf unter der Wasserlinie durchbohrte, aber nicht explodierte. 
Nach seinem Kriegsdienst kehrte Fay in die USA zurück und trat wieder in die Firma seines Vaters ein. Am 5. Oktober 1946 heiratete er Anita Marcus aus Mill Valley, Kalifornien. Sie hatten 3 Kinder: Katherine Fay, Paul Fay III und Sally Fay Cottingham.
Paul Fay und Kennedy wurden enge Freunde, und Fay arbeitete an Kennedys frühen Kampagnen für das US-Repräsentantenhaus und den US-Senat sowie an seiner Kampagne für den US-Präsidenten. Paul Fay war ein Platzanweiser bei JFKs Hochzeit. 
Bei Kennedys Wahl zum Präsidenten wurde Fay nominiert und diente als Unterstaatssekretär der Marine wegen der Einwände von Verteidigungsminister Robert McNamara [3] und dann als amtierender Sekretär der Marine im November 1963, während Kennedy US-Präsident war. Er trat mit Wirkung zum 28. November 1963 zurück, nachdem Kennedy am 22. November 1963 ermordet worden war. Er blieb jedoch bis 1965 Unterstaatssekretär der Marine. 
Die Fay Improvement Company wurde 1967 verkauft und Fay gründete William Hutchinson & Co, ein Investment Research Unternehmen. Er war Direktor von Vestaur Securities und First American Financial und Treuhänder der Naval War College Foundation und des Mount St. Joseph-St. Elizabeth von San Francisco.

## Belege
1. ↑  Paul Burgess Fay Jr. (1918-2009) – Find a Grave... Abgerufen am 20. Januar 2021.
2. ↑  JFK-friend Paul 'Red' Fay dies in Woodside; they met in PT boat training during World War II. Abgerufen am 20. Januar 2021 (englisch).

| Personendaten    | Personendaten                                                              |
| ---------------- | -------------------------------------------------------------------------- |
| NAME             | Fay, Paul B.                                                               |
| ALTERNATIVNAMEN  | Fay, Paul Burgess junior (vollständiger Name); Fay, Red junior (Spitzname) |
| KURZBESCHREIBUNG | US-amerikanischer Regierungsbeamter                                        |
| GEBURTSDATUM     | 8. Juli 1918                                                               |
| GEBURTSORT       | San Francisco, Kalifornien                                                 |
| STERBEDATUM      | 23. September 2009                                                         |
| STERBEORT        | Woodside, Kalifornien                                                      |